# Cribratge virtual
El cribratge virtual és un procés científic utilitzat en el descobriment de fàrmacs per buscar en biblioteques de molècules menudes per tal d'identificar aquelles estructures que tenen més probabilitats d'unir-se a una diana terapèutica, típicament un receptor protètic o enzim.
El cribratge virtual s'ha definit com l'"avaluació automàtica de grans biblioteques de compostos" mitjançant l'ús de programes informàtics. Com la precisió del mètode s'ha incrementat, el cribratge virtual s'ha convertit en una part integral del procés de descobriment de fàrmacs.
En qualsevol cas, un aspecte crític del cribratge virtual és la funció de puntuació (scoring function).

## Mètodes
Existeixen un gran nombre de mètodes per dur a terme un procés de cribratge virtual. Principalment, els mètodes es divideixen en basats en lligand i basats en receptor.

### Basats en lligand
La filosofia d'aquests mètodes consisteix a trobar molècules menudes que puguen mimetitzar altres molècules amb una activitat biològica desitjada. Aquests tipus de mètodes se solen utilitzar quan l'estructura tridimensional del receptor no és coneguda. Dins dels mètodes basats en lligand, s'hi poden distingir entre els mètodes bidimensionals i els tridimensionals.
Els mètodes bidimensionals són més ràpids però menys precisos. Per això se solen utilitzar per fer el primer filtre i passar de diversos milions de molècules a uns quants milers. Dos mètodes de cribratge virtual basats en lligand bidimensionals són el MolPrint2D i el LINGO, que és un mètode desenvolupat per investigadors catalans de l'Institut de Recerca Biomèdica.
D'altra banda, els mètodes tridimensionals són més precisos, però, alhora, més costosos des del punt de vista computacional. Els mètodes tridimensionals, a diferència dels bidimensionals, tenen en compte les propietats moleculars a l'espai, com per exemple, la estereometría. Una de les metodologies més utilitzades dins d'aquest tipus és la cerca farmacofòrica.

### Basats en receptor
Aquests tipus de mètodes ses solen utilitzar quan l'estructura del receptor és coneguda o es pot modelar. Un dels mètodes més utilitzats en aquesta categoria és l'acoblament molecular o doking.

## Mètriques
Existeixen múltiples eines estadístiques que permeteixen mesurar la bondat d'un determinat mètode de cribratge virtual amb relació a la resta. Normalment, com a banc de proves per fer aquestes mesures s'utilitza la base de dades estandarditzada DUD (A Directory of Useful Decoys). Entre altres mètriques estadístiques, s'usen: el factor d'enriquiment, la ROC, la bedROC, l'AUC, etc.

## El cribratge virtual a Catalunya
Existeixen diverses empreses i institucions a Catalunya dedicades al cribratge virtual. Entre altres empreses hi ha Intelligent Pharma, Pharmacelera i Lead Molecular Design. Quant a institucions de recerca pública hi ha investigadors a pràcticament totes les universitats catalanes que s'hi dediquen, com Modesto Orozco, Miquel Pons i Vallès (co-inventor del mètode LINGO), Juan Fernández-Recio, Xavier Barril o Javier Luque.
Entre altres tecnologies de cribratge virtual catalanes hi destaquen:
- pyDockRST
- Pegasus
- Hercules
- PharmScreen